# Julien Bernard
Julien Bernard (Nevers, 17 de marzo de 1992) es un ciclista francés, miembro del equipo Lidl-Trek. Su padre, Jean-François Bernard, fue también ciclista profesional.

## Palmarés
2020
- 1 etapa del Tour de los Alpes Marítimos y de Var[2]

2023
- 3.º en el Campeonato de Francia en Ruta

2024
- 2.º en el Campeonato de Francia en Ruta

## Resultados en Grandes Vueltas y Campeonatos del Mundo
Durante su carrera deportiva ha conseguido los siguientes puestos en las Grandes Vueltas y Campeonatos del Mundo. 
| Carrera         | Carrera         | 2016 | 2017 | 2018 | 2019 | 2020 | 2021 | 2022 | 2023 | 2024 |
| --------------- | --------------- | ---- | ---- | ---- | ---- | ---- | ---- | ---- | ---- | ---- |
|                 | Giro de Italia  | —    | 42.º | —    | —    | 49.º | —    | —    | —    | —    |
|                 | Tour de Francia | —    | —    | 35.º | 30.º | —    | 37.º | —    | —    | 22.º |
|                 | Vuelta a España | 57.º | 85.º | —    | —    | —    | —    | 88.º | 68.º | —    |
| Mundial en Ruta | Mundial en Ruta | —    | —    | —    | Ab.  | Ab.  | —    | —    | —    | Ab.  |

—: no participa

Ab.: abandono